# 나쁜 산타 2
《나쁜 산타 2》(영어: Bad Santa 2)는 미국에서 제작된 마크 워터스 감독의 2016년 크리스마스 블랙 코미디 드라마 영화이다. 《나쁜 산타》(2003)의 속편이며, 전편에 이어 빌리 밥 손턴, 토니 콕스, 브렛 켈리, 옥타비아 스펜서 등이 출연하였고, 캐시 베이츠, 크리스티나 헨드릭스 등이 새로 투입되었다. 앤드루 건 등이 제작에 참여하였다.

## 출연
- 빌리 밥 손턴
- 캐시 베이츠
- 토니 콕스
- 크리스티나 헨드릭스
- 브렛 켈리
- 라이언 핸슨
- 제프 스카우런
- 크리스티나 로사토
- 마이크 스타
- 옥타비아 스펜서
- 카일 스위처

## 기타 제작진
- 총괄 제작: 마크 워터스
- 미술: 이저벨 게이

## 같이 보기
- 크리스마스 영화 목록